# Nisos (fill de Pandíon)
Segons la mitologia grega, Nisos (en grec antic Νίσος) va ser un rei de Mègara, fill de Pandíon i de Pília, filla del rei de Mègara. Va ésser pare d'Escil·la.
Havia nascut a Mègara durant l'exili del seu pare, expulsat d'Atenes pels fills de Mecíon. Després de la mort del seu pare va tornar amb els seus germans a conquerir l'Àtica, i va obtenir la ciutat de Mègara.
Tenia un cabell de color porpra del qual depenia la sort de la seua ciutat. Quan Minos va declarar la guerra a Atenes, també atacà Mègara; però Nisos resistí fins que la seua filla Escil·la, enamorada de Minos, li tallà el cabell fatídic: l'endemà fou derrotat. També es deia que una altra filla seva, Ifíone, s'havia casat amb Megareu, que va anar a ajudar el seu sogre en aquesta guerra.
Els déus el van transformar en àliga marina.